# Muzeum Gospodarstwa Wiejskiego w Lipuszu
Muzeum Gospodarstwa Wiejskiego w Lipuszu – muzeum z siedzibą we wsi Lipusz (powiat kościerski). Placówka jest prowadzona przez Zrzeszenie Kaszubsko-Pomorskie, oraz Stowarzyszenie na rzecz Rozwoju Gminy Lipusz.

## Historia
Muzeum powstało w 2002 roku z inicjatywy tutejszego oddziału Zrzeszenia Kaszubsko-Pomorskiego, a głównym inicjatorem jego powstania był nauczyciel, samorządowiec, społecznik oraz wieloletni dyrektor lipuskiej szkoły mgr Marian Lemańczyk oraz  dawny leśniczy, Stanisław Lewna. Jego siedzibą jest wybudowany 1865 roku kościół poewangelicki, od 1945 roku niepełniący już funkcji sakralnych. Budynek jest własnością gminy Lipusz, która pokryła koszt koniecznych remontów.
Wewnątrz dawnej świątyni zorganizowano wystawę, w ramach której prezentowane są:
- dawne sprzęty rolnicze (m.in. parniki, sieczkarki, cierlica do lnu, elementy uprzęży);
- wyposażenie domów i sprzętu gospodarstwa domowego (m.in. meble, naczynia, beczki);
- pojazdy (wóz drabiniasty, sanie). Do 2015 roku wóz strażacki z 1913 roku gdy przeniesiono go do szklanej podświetlanej wiaty[2] obok budynku OSP[3].
- dawne ewangelickie tablice nagrobne;
- zbiory przeniesione ze szkolnej Izby Pamięci.

Zwiedzanie muzeum jest możliwe po uprzednim uzgodnieniu. Wstęp wolny.
W 2018 roku Ministerstwo Spraw Wewnętrznych i Administracji oraz Samorząd Województwa Opolskiego przyznały fundusze na remont dachu uszkodzonego podczas nawałnicy w 2017 roku.  Wymieniono pokrycie z dachówki, orynnowanie i opierzenia, elementy więźby dachowej oraz naprawiono mury ponad dachem.